# Tajozjnaja povest
Tajozjnaja povest (russisk: Таёжная повесть) er en sovjetisk spillefilm fra 1979 af Vladimir Fetin.

## Medvirkende
- Jevgenij Kindinov som Goga Gertsev
- Mikhail Kononov som Akim
- Svetlana Smekhnova som Elja